# 'Ndrina Paparo
La 'ndrina Paparo sarebbe una 'ndrina della 'ndrangheta calabrese che opererebbe a Isola Capo Rizzuto, alleata dei Nicoscia, degli Arena del crotonese e dei Barbaro di Platì con una ramificazione nel milanese.

## Storia
Il 16 marzo 2009, i carabinieri di Sesto San Giovanni (MI), nell'operazione Isola, iniziata nel 2004, hanno ordinato l'arresto, per vari reati, di più di 20 persone a Milano, Crotone, Catanzaro e Taranto tra cui associazione a delinquere di stampo mafioso, detenzione e porto illegale di armi, estorsione e tentato omicidio, tra questi i Paparo, alleati dei Nicoscia e degli Arena, accusati di sfruttamento dell'immigrazione, riciclaggio, violenza privata, favoreggiamento di latitanti e atti d'intimidazione nella costruzione delle grandi opere pubbliche della Lombardia, come alcune tratte dell'alta velocità ferroviaria Milano-Venezia. Nel corso dell'operazione sono stati sequestrate armi comuni e da guerra, tra cui un lanciarazzi della NATO, sei società, beni ed attività commerciali del valore di 10 milioni di euro.
Ad ottobre 2013 nel processo Isola, la corte di cassazione annulla con rinvio la sentenza richiedendo un nuovo processo d'appello nei confronti dell'imputato Marcello Paparo accusato di associazione mafiosa.
Il 3 febbraio 2016 la corte d'appello condanna Marcello Paparo a 5 anni e 6 mesi di carcere per minacce, porto d'armi e lesioni, ma non per associazione mafiosa.

## Organizzazione
- Marcello Paparo (Crotone, 13 gennaio 1964), presunto boss mafioso (Processo Isola 2016)[6] residente a Cologno Monzese, nel 2004 ignoti sparano colpi di pistola contro la sua abitazione; viene arrestato nell'operazione Isola nel 2009 e imprenditore, è accusato di associazione mafiosa e di aver ordinato il pestaggio di un dipendente avvenuto poi a Segrate il 15 settembre 2006[1]. Le sue ditte di "movimento terra" avrebbero partecipato all'appalto della TAV Milano-Venezia e con il consorzio di cooperative Ytaka avrebbe gestito la logistica dei supermercati Sma[1].
- Romualdo Paparo, fratello di Marcello[7].
- Salvatore Paparo[7]
- Michele Ciulla[7]
- Carmelo La Porta[7]

## 'Ndrine alleate
- Barbaro
- Arena
- Nicoscia